# Pablo Jurado
Pablo Aníbal Jurado Moreno (Ibarra, 6 de febrero de 1961) es un periodista y político ecuatoriano. Entre los cargos públicos más importantes que ha ejercido se cuentan el de prefecto de Imbabura (de 2014 a 2023) y alcalde de Ibarra (de 2005 a 2009).

## Biografía
Nació el 6 de febrero de 1961 en Ibarra, provincia de Imbabura. De orígenes humildes, realizó sus estudios secundarios en el colegio Teodoro Gómez de la Torre y los superiores en la Universidad Central del Ecuador, donde obtuvo el título de licenciado en ciencias de la información.
Inició su vida laboral como periodista deportivo trabajando en varias radios de Ibarra y Quito. Posteriormente entró a trabajar como articulista en los diarios El Comercio, La Verdad y El Norte. Fue además presidente del colegio de periodistas de Imbabura.
Ingresó a la vida política como militante del partido Izquierda Democrática en 1981. Durante la alcaldía de Marco Almeida fue jefe de relaciones del municipio de Ibarra. También ocupó los cargos de jefe del IECE, consejero alterno y secretario del consejo provincial de Imbabura.
Fue elegido concejal cantonal de Ibarra en 1996 y en 2002. Durante el último periodo fue nombrado vicealcalde de la ciudad.
En las elecciones seccionales de 2004 fue elegido alcalde de Ibarra por la Izquierda Democrática.
Para las elecciones seccionales de 2014 fue elegido prefecto provincial de Imbabura por el partido Avanza, venciendo al entonces prefecto Diego García Pozo. Su administración se centró principalmente en mejorar la vialidad provincial y en el desarrollo de proyectos de riego. En 2019 fue reelecto al cargo con más del doble de votos que su más cercano rival. Meses más tarde fue nombrado presidente del Consejo Nacional de Gobiernos Provinciales de Ecuador.
En las elecciones legislativas de 2025 obtuvo una curul por su provincia auspiciado por el Movimiento Construye.